# Lori Berenson
Lori Helene Berenson  (nascida em 13 de novembro de 1969) é uma americana condenada no Peru por colaboração ilegal com o Movimento Revolucionário Tupac Amaru (MRTA), que o governo peruano considerou uma organização terrorista, e que cometeu vários ataques na tentativa de derrubar o governo. Sua prisão e condenação e as circunstâncias de suas provas provocaram considerável atenção nos Estados Unidos e no Peru.
Lori foi presa depois de garantir a obtenção de credenciais de imprensa e os planos para a construção do Congresso do Peru, juntamente com um fotógrafo. Seu fotógrafo acabou por ser a mulher de um líder da direção do MRTA, um fato que Lori declarou mais tarde que desconhecia. O MRTA é acusado de ter a intenção de usar as informações para sequestrar os legisladores e trocar os reféns por integrantes presos MRTA. Lori foi presa em um ônibus público, juntamente com a esposa do segundo-em-comando do MRTA. Na casa que ela alugou em Lima foi encontrado um arsenal de armas e munições juntamente com homens armados que resistiram com violência à prisão. Ela negou saber da existência do armamento, ou que os documentos que ela obteve seriam utilizados para o terrorismo. Em 2010 ela admitiu que sabia que seus companheiros eram membros MRTA e admitiu ter colaborado com o Movimento.
Logo após a prisão, ela fez uma declaração irritada, alegando que o MRTA não era um grupo terrorista, mas um movimento revolucionário, uma declaração que causou grande animosidade em relação a ela por parte de muitos peruanos.
Depois que foi julgada em 1996 por um tribunal militar, com um juiz de capuz, e condenada à prisão perpétua, Lori se tornou "uma causa célebre para os defensores dos direitos humanos e um símbolo para a ativistas sociais de esquerda em todo o mundo. Embora juízes publicamente conhecidos tenham sido mortos antes no Peru pelo MRTA, outros elementos de seu julgamento foram consideradas violações dos direitos humanos e à falta de imparcialidade, provocando polêmica nos Estados Unidos e outros países. Em particular, teria sido negado seu direito de examinar as provas do governo e testemunhas. Ela foi condenada por traição e condenada à prisão perpétua sem liberdade condicional. Em 2000, após uma mudança de governo no Peru, sua condenação foi anulada e ela recebeu um novo julgamento. Foi declarada culpada de colaboração com o terrorismo e condenada a 20 anos de prisão.
Ela cumpriu 15 anos e foi concedida liberdade condicional em maio 2010. Em agosto de 2010, um tribunal de apelações determinou que Lori fosse presa e obrigada a cumprir o resto de sua sentença. Em 05 de novembro de 2010, um juiz peruano ordenou que ela fosse libertada da prisão. Ela está atualmente em liberdade condicional e deve permanecer no Peru até sua sentença terminar em 2015, a menos que seja comutada.